# Michel Ardan (personnage)
Pour les articles homonymes, voir Michel Ardan et Ardan.
Michel Ardan est un personnage créé par Jules Verne, et qui figure un aventurier français dans le roman De la Terre à la Lune (1865), demandant à partir dans le projectile vers la Lune.

## Le personnage
Âgé de 42 ans, c'est un homme grand, légèrement voûté, au torse large, de longues jambes et des bras à la musculature développée. Son allure décidée dessine déjà sa personnalité. Sur une tête forte « véritable hure de lion » à la face courte ornée d'une moustache comparable aux barbes d'un chat et surmontée d'une chevelure abondante et ardente, semblable à une crinière, on remarque un front haut et intelligent, sillonné de rides, un nez hardi et des yeux ronds avec un regard de myope. Il est toujours habillé de vêtements larges pour ne pas gêner l'amplitude de ses gestes.
C'est un caractère audacieux, toujours prêt à défendre ses convictions, à l'esprit chevaleresque et bienveillant. Spirituel, il veut toujours avoir le dernier mot. Insouciant, il aime à se lancer dans des entreprises risquées. Parfaitement désintéressé et dépensier sans compter, l'envie d'acquérir ne lui a jamais traversé l'esprit. Avec son tempérament nerveux, il ne reste jamais en place, ronge ses ongles, a la particularité de tutoyer tout le monde et de plaisanter au point de faire des farces de gamin.   

## Inspiration pour les nom et prénom du personnage
Le personnage pourrait avoir été inspiré par Nadar, dont il porte le nom sous forme d'anagramme (Ardan / Nadar). 
Son prénom est un hommage à Michel Verne, fils de Jules Verne.

## Postérité
Michel Ardan est repris comme personnage récurrent dans la série de bande dessinée Les Cités obscures de Benoît Peeters et François Schuiten, créée en 1983. Jules Verne lui-même est également un personnage récurrent de cette série.

## Citation
Dans De la Terre à la Lune, alors que le Gun-Club se prépare à envoyer un boulet de canon vers la Lune, le personnage de Michel Ardan, alors inconnu, écrit dans un télégramme au président du club :
« Remplacez obus sphérique par projectile cylindro-conique. Partirai dedans. »
(Dans ce contexte le terme « obus » désigne simplement un projectile creux. Voir aussi Obus.)

## Galerie

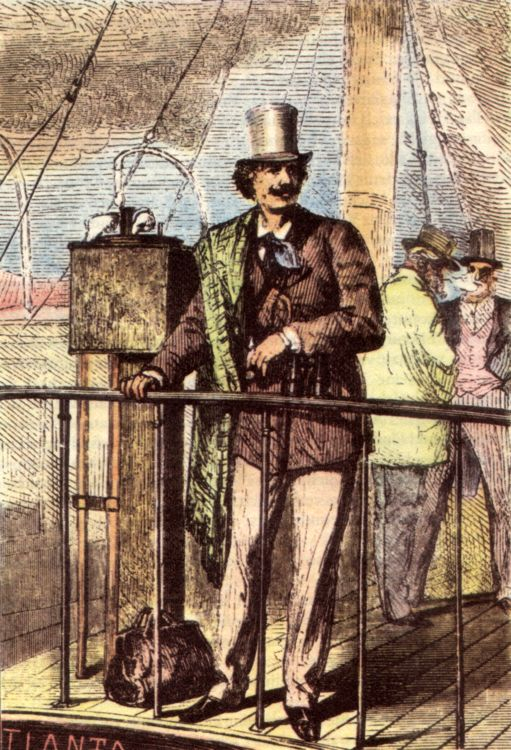
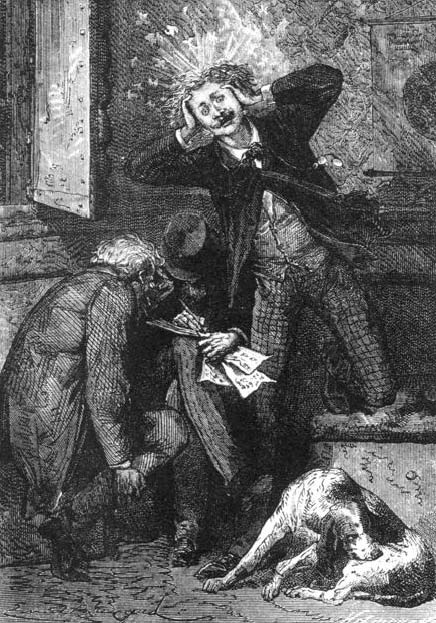
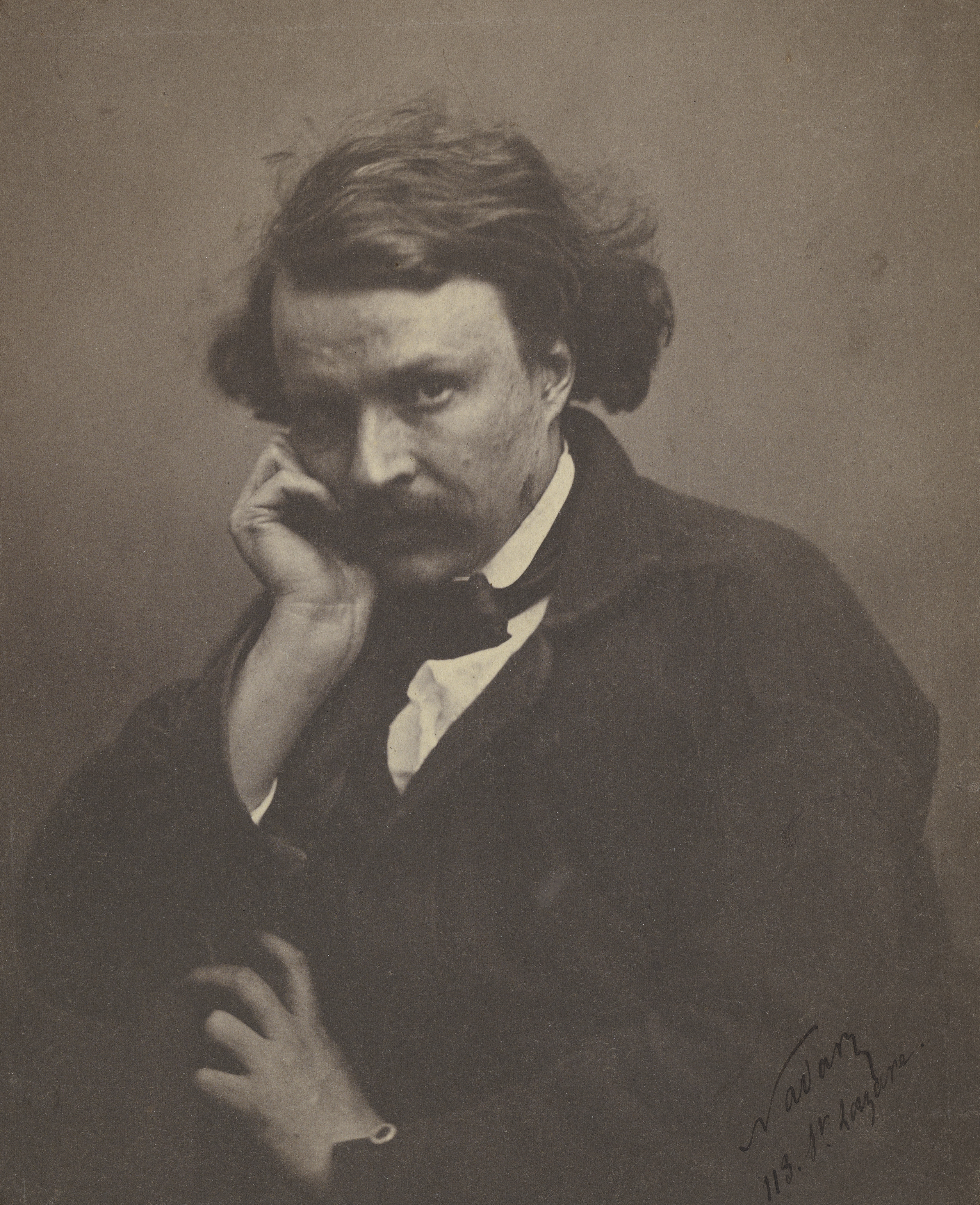
Félix Nadar